# Gromada
Gromada è una parola polacca che significa raggruppamento. In termini amministrativi, la parola era utilizzata nella Confederazione Polacco-Lituana per definire un'organizzazione di frazioni che agiva come autorità locale, sorvegliando, tra l'altro, anche il pagamento delle tasse. In questo senso la gromada si sviluppò tra il XVI e il XVIII secolo, e continuò a funzionare nel Regno del Congresso (nome assunto dal Regno di Polonia dopo il Congresso di Vienna). Il capo della gromada aveva il titolo di sołtys ed era eletto dalla popolazione locale.
Le gromade continuarono ad esistere nella Polonia interbellica, come suddivisione dei comuni.
Nella Polonia comunista, dal 1954 al 1972, le gromade costituirono il più basso livello di amministrazione locale, assumendo il ruolo prima giocato dai comuni. Una gromada consisteva di diverse frazioni, ma erano unità più piccole degli ex comuni. Nel 1973 fu reintrodotto il comune e le gromade furono abolite. Attualmente, la più piccola unità di amministrazione locale in Polonia (subordinata al comune) è il sołectwo.